# أذبني بلطف
أذبني بلطف (بالكورية: 날 녹여주오)؛ هو مسلسل كوري جنوبي من بطولة جي تشانغ ووك ووون جين آه. عرض على قناة تي في إن في 28 سبتمبر حتى 17 نوفمبر 2019.

## روابط خارجية
- أذبني بلطف على موقع IMDb (الإنجليزية)
- أذبني بلطف على موقع كينوبويسك (الروسية)
- أذبني بلطف على موقع قاعدة بيانات الفيلم (الإنجليزية)